# Episodi di Una mamma quasi perfetta (seconda stagione)
La seconda stagione della serie televisiva Una mamma quasi perfetta è stata trasmessa in anteprima negli Stati Uniti d'America dalla ABC tra il 26 settembre 2003 e il 9 aprile 2004.
| nº | Titolo originale                      | Titolo italiano | Prima TV USA      | Prima TV Italia |
| -- | ------------------------------------- | --------------- | ----------------- | --------------- |
| 1  | Ironing Out Your Differences          |                 | 26 settembre 2003 |                 |
| 2  | Pontiac Bonnie-Ville                  |                 | 3 ottobre 2003    |                 |
| 3  | Everything Old Is New Again           |                 | 10 ottobre 2003   |                 |
| 4  | No Matter Where You Go, There You Are |                 | 17 ottobre 2003   |                 |
| 5  | Boyhood to Womanhood                  |                 | 24 ottobre 2003   |                 |
| 6  | The Merry Ole Land of Oz              |                 | 31 ottobre 2003   |                 |
| 7  | Places, Stat!                         |                 | 4 novembre 2003   |                 |
| 8  | Queer Eye for the Straight Lie        |                 | 14 novembre 2003  |                 |
| 9  | Boomerang                             |                 | 19 novembre 2003  |                 |
| 10 | Food for Thought                      |                 | 5 dicembre 2003   |                 |
| 11 | It's a Wonderful Job                  |                 | 12 dicembre 2003  |                 |
| 12 | Trifecta, Try Friendship              |                 | 6 gennaio 2004    |                 |
| 13 | Live and Let Live                     |                 | 23 gennaio 2004   |                 |
| 14 | Space Heaters                         |                 | 30 gennaio 2004   |                 |
| 15 | Dare to Be Different                  |                 | 13 febbraio 2004  |                 |
| 16 | Nightshift                            |                 | 20 febbraio 2004  |                 |
| 17 | Act Natural                           |                 | 27 febbraio 2004  |                 |
| 18 | Therabeautic                          |                 | 5 marzo 2004      |                 |
| 19 | Striking a Match                      |                 | 19 marzo 2004     |                 |
| 20 | Don't Stress, Express                 |                 | 26 marzo 2004     |                 |
| 21 | Nip, Tuck and Roll                    |                 | 2 aprile 2004     |                 |
| 22 | Father and Son: A Table for Two       |                 | 9 aprile 2004     |                 |